# Nowe sytuacje
Nowe Sytuacje — музичний альбом гурту Republika. Виданий 1983 року лейблом Polton. Загальна тривалість композицій становить 38:35. Альбом відносять до напрямку нова хвиля. 

## Список пісень
Сторона A
1. "Nowe sytuacje" – 4:26
2. "System nerwowy" – 3:40
3. "Prąd" – 4:21
4. "Arktyka" – 4:07
5. "Śmierć w bikini" – 4:23

Сторона B
1. "Będzie plan" – 3:37
2. "Mój imperializm" – 3:39
3. "Halucynacje" – 3:20
4. "Znak „=”" – 2:48
5. "My lunatycy" – 4:19